# Speyer
Speyer este un oraș din landul Renania-Palatinat, Germania.

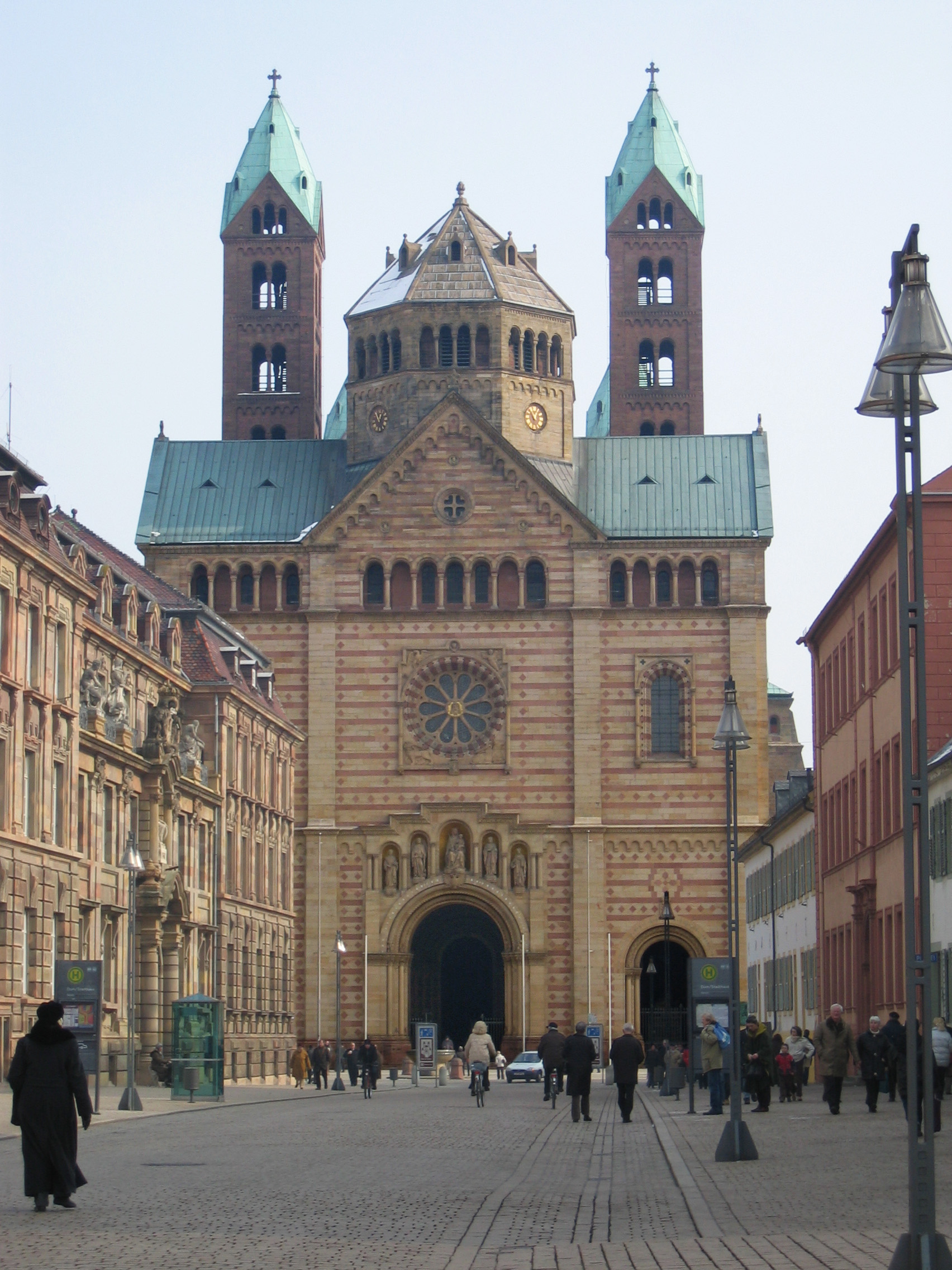
Domul din Speyer

## Domul din Speyer
Domul din Speyer a fost construit între anii 1030-1061. Aici este locul de odihnă a 13 împărați romano-germani, regi și regine, printre care a doua soție, fii si fiice ale lui Frederic I Barbarossa, înmormântați între 1039 și 1309. Monumentul a fost înscris în anul 1981 pe lista patrimoniului cultural mondial UNESCO.
În fața domului, ca în majoritatea orașelor germane, există o zonă pietonală cu magazine și restaurante, berării etc.

## Istoric
Prin Tratatul de la Speyer, încheiat la 16 august 1570, principele Ioan Sigismund Zapolya a renunțat la pretenția la coroana Regatului Ungariei și l-a recunoscut pe împăratul Maximilian al II-lea drept rege al Ungariei, iar acesta din urmă l-a recunoscut pe Ioan Sigismund drept principe al Transilvaniei și al Partium-ului.

## Muzeul tehnic
Muzeul tehnic din Speyer deține o colecție cu adevărat impresionantă de automobile din toate epocile, unele unicat, tehnică militară, locomotive și avioane. Aici se găsește cel mai mare avion de transport cu elice Antonov AN 22 și un Boeing 747-400. De asemenea, deține un cinematograf IMAX cu proiecție pe dom. Este "fratele" muzeului din Sinsheim, unde IMAX proiectează 3D și sunt expuse Concorde si Tupolev 144.